# Raión de Mykolaivka

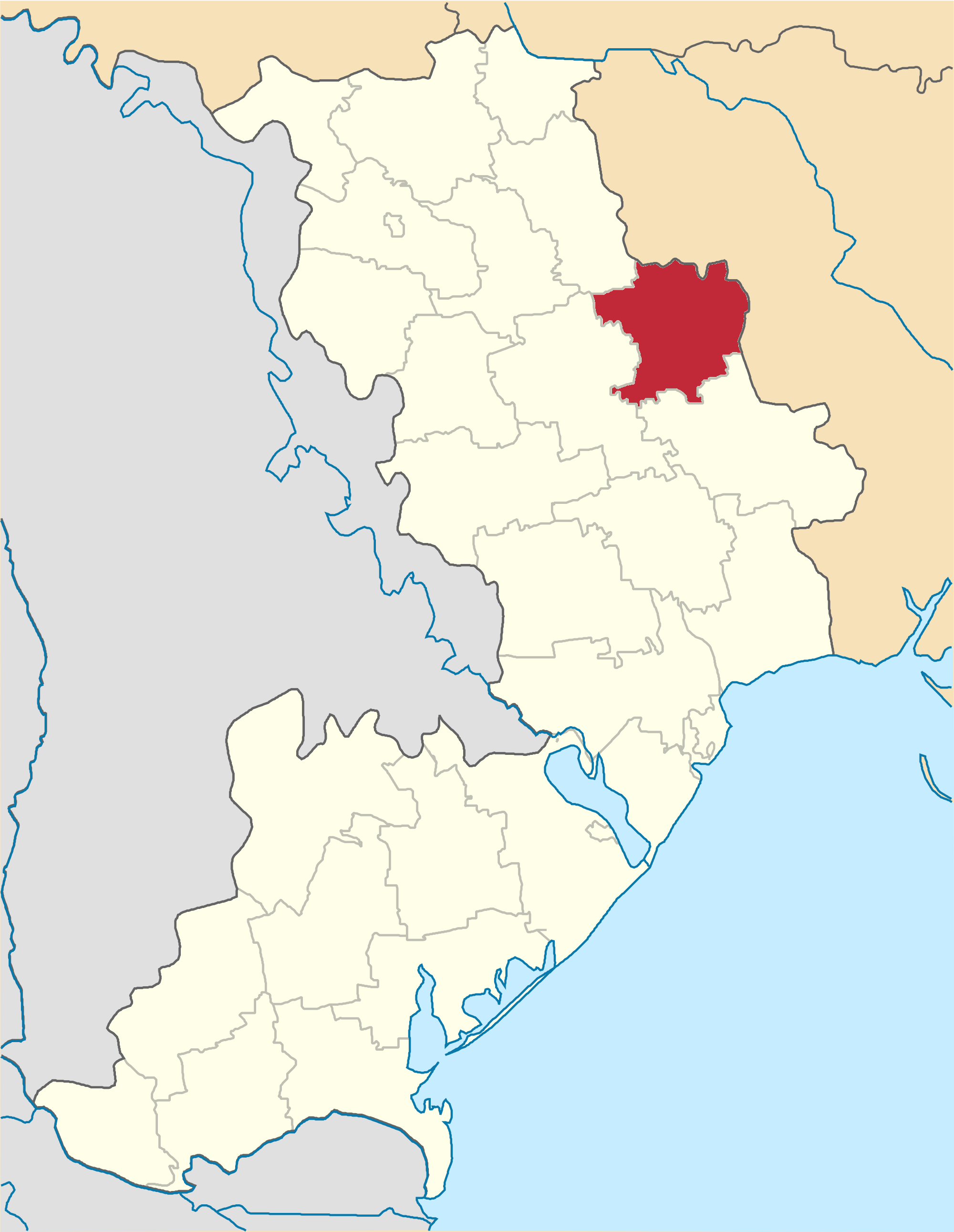
Localización del Raión de Myjolaiva en el óblast de Odesa

El Raión de Mykolaivka (ucraniano: Миколаївський район) es un distrito en el óblast de Odesa del sur de Ucrania. Su centro administrativo es la ciudad de Mykolaivka.
Tiene una superficie total de 1.093 km² y, según el censo de 2001, tiene una población total de 45.000 habitantes.

## Localidades
- Ambapiv
- Andriievo-Ivanivka
- Antoniuk
- Biriukove
- Bogdanivka
- Charivne
- Dobrydnivka
- Druzheliubivka
- Hvozdivka
- Isaev
- Kakhovka
- Kare
- Komarasheve
- Levadivka
- Mala Dvorjanka
- Marianivka
- Martynivka
- Morozov
- Mykolaivka
- Nastasiivka
- Nova Hryhorivka
- Novohryhorivka
- Novopetrivka
- Novopokrovka
- Novotroits'ke
- Oleksiivka
- Peremoha
- Petrivka
- Pischana Petrivka
- Romanivka
- Shabel'nyky
- Shevchenka
- Shyroke
- Skosarivka
- Sofiivka
- Striukove
- Suchyj Ovrah
- Syrotynka
- Ul'ianovka
- Uspenka
- Vasilivka
- Vesele
- Vorovs'koho
- Zhukove
- Zhurivka